# ووک (لفظ)

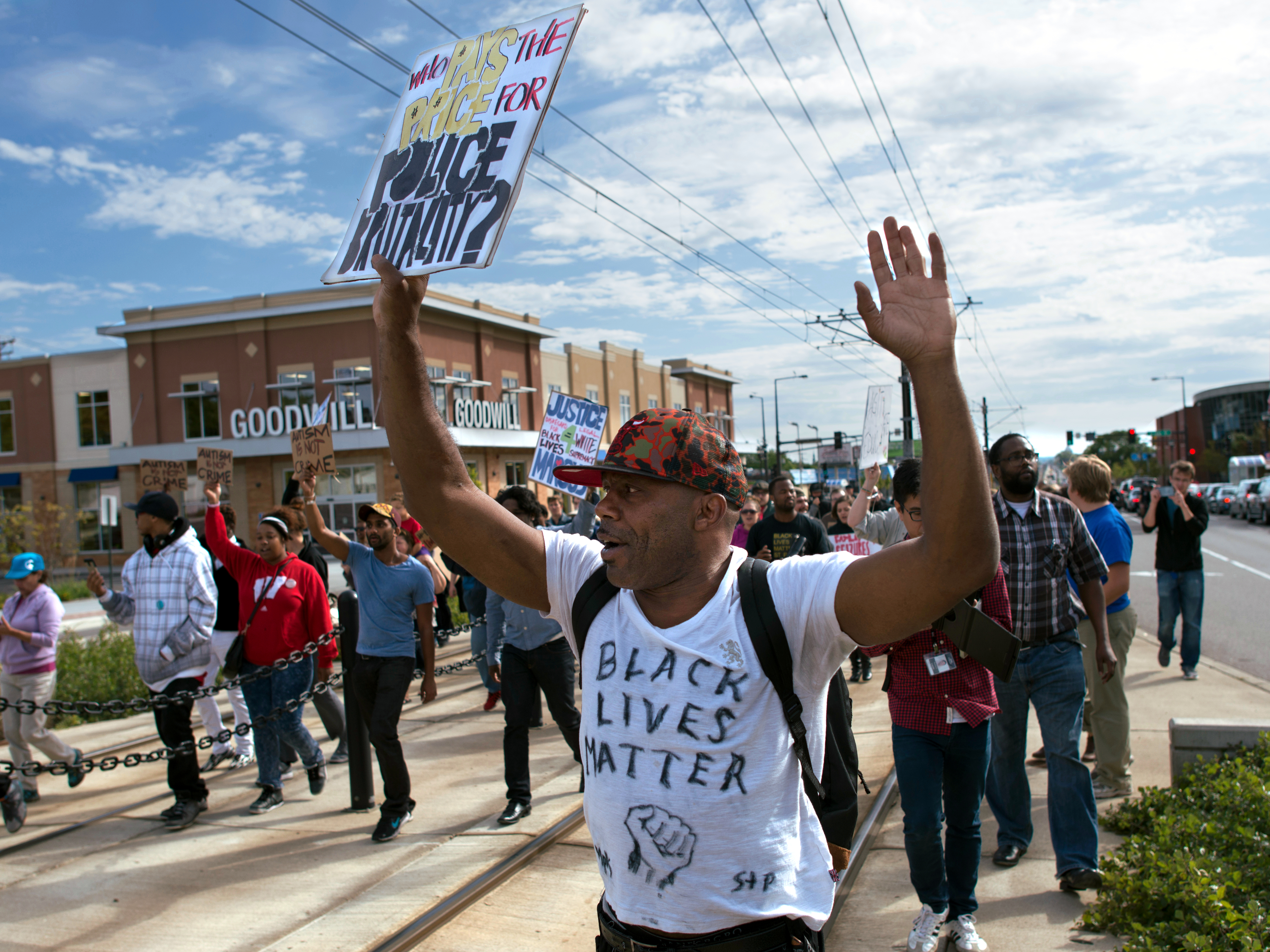
جنبش جان سیاه‌پوستان مهم است مسئول استفاده گسترده از کلمه ووک است.

وُوْک (انگلیسی: Woke به معنای بیدار) (‎/ˈwoʊk/‎) صفتی است نشأت گرفته از گویش انگلیسی سیاه‌پوستان آمریکایی به معنای هشیاری نسبت به مسائل مربوط به عدالت اجتماعی و عدالت نژادی. این لفظ برگرفته از اصطلاح انگلیسی سیاه‌پوستان آمریکایی "stay woke" به معنای "بیدار بمان" است که جنبه دستوری آن اشاره به آگاهی مستمر دربارهٔ این موضوعات دارد.
از دهه ۲۰۱۰ به بعد، لفظ ووک بیشتر به عنوان یک اصطلاح عامیانه کلی در ارتباط با سیاست‌های چپ، جنبش‌های از نظر اجتماعی لیبرال، فمینیسم، کنشگری دگرباشان جنسی و مباحث فرهنگی (با اصطلاحات فرهنگ ووک و سیاست ووک نیز استفاده می‌شود) استفاده می‌شد. این لفظ سوژهٔ میمهای اینترنتی، استفاده کنایه آمیز و انتقاد از برخی از مفسران بوده است. کاربرد گسترده آن از سال ۲۰۱۴، نتیجه جنبش «جان سیاهان مهم است» می‌باشد.

## دیدگاه اسلاوی ژیژک
اسلاوی ژیژک در گفتگوی خود با پادکست رابینسون ارهارت به سخت‌گیریِ سهل‌انگاران در دنیای معاصر اشاره می‌کند و از جمله به چنین تناقضی در جریان ووک می‌پردازد. در اوایل این گفتگو رابینسون ارهارت به ژیژک می‌گوید: گمان می‌کنم زمانی که می‌گویید «امروزه بیش از هر دوره‌ای به روانکاوی نیاز داریم» مقصودتان از روانکاوی بیش از آنکه شیوه‌ای برای درمان مشکلات فردی باشد، شیوه‌ای برای نقد فرهنگی و اجتماعی است. آیا درست فکر می‌کنم؟
ژیژک در پاسخ می‌گوید: بله، هرچند من روانکاوی را به شیوه‌ای برای درمان اجتماع تنزل نمی‌دهم؛ زیرا آنچه برای فروید واضح بود و آنچه ما امروزه باید پیوسته در ذهن داشته باشیم این است که تصورات دربارهٔ کهن‌الگوهای روان‌شناسی اشتباه است.
به عنوان نمونه فرض کنید شما مشکلاتی از حیث ناتوانی جنسی دارید، آنگاه روانکاوی وارد عمل می‌شود و شما را قادر می‌سازد که بر این مشکل فائق آیید؛ مثلاً اگر ممنوعیت‌هایی در ناخودآگاه شما وجود دارد روانکاوی این ممنوعیت‌ها را بر ملا می‌کند یا کمک می‌کند از سلطه‌های سرکوب‌گرانه نظیر سلطه پدرانه رها شوید تا نتیجه نهایی این باشد که بتوانید به کامیابی دست یابید. این تصور عمومی از فروید است، اما فروید این نیست.
فروید را امروزه، خصوصاً فمینیست‌ها، متهم به سوگیریِ پدرسالارانه می‌کنند. درحالی‌که فروید متناقض‌نمایی که در دوران امروزی با آن مواجهیم را آشکار می‌سازد. اینجاست که روانکاوی، نه دقیقاً به تعبیر فرویدی بلکه به معنی تطوریافته‌اش، می‌تواند به ما کمک کند. متناقض‌نمای امروزی این است که امروزه درحالی‌که ما در جوامع روادار زندگی می‌کنیم و با اقسام گوناگونی از آسان‌گیری مواجهیم، اما این رواداری به جای این که به ما زندگی‌های آزاد و لذت‌بخش بدهد باعث تولید نسخه‌ای منحصر به فرد از سرکوب و مقررات‌سازی شده است.
ژیژک در توضیح این نکته می‌گوید: آنچه حقیقتاً توجه من را جلب می‌کند این است که در زمینه رواداری و این شیفتگی وافر نسبت به فائق آمدن بر محدودیت‌ها که در قالب‌هایی نظیر جریان وُوک (woke) و می تو (me too) خودنمایی می‌کند اصل ایده بر مبنای رواداری است؛ مثلاً این که تمامی گرایش‌های فرعیِ جنسی باید مجاز شود و دشمن بزرگ عبارت است از سرکوبِ پدرانه یا پدرسالارانه.
ولی چه چیزی به عنوان نتیجه نهاییِ این سهل‌انگاری عایدمان می‌شود؟ وجاهت سیاسی (political correctness) عایدمان می‌شود که من با اهدافش علیه نژادپرستی یا تبعیض جنسی مخالف نیستم، اما با شکل آن مخالفم. از لحاظ شکلی، این جریانات علیه سرکوب است اما نحوه عملکرد آن از حیث اجتماعی، شیوه‌ای است به شدت مستبدانه و تفرقه‌افکنانه و سرکوب‌گرانه.
آنچه برای من جالب است این است که این جریان به صورت بالفعل (de facto) مجموعه‌ای از محدودیت‌ها تحمیل می‌کند: نباید از این واژه استفاده کنید، نباید این کار یا آن رفتار را انجام دهید.
منطق این جریان بسیار سخت‌گیرانه است. همان‌طور که می‌دانیم افرادی هستند که آن‌ها را می‌شناسیم و نامشان را نمی‌برم و این افراد مسیر شغلیِ حرفه‌ای‌شان از بین رفته است به خاطر گفتن یا نوشتن چیزی که شاید با سلیقه آن جریان همخوانی نداشته یا اشتباه بوده اما آنقدر هم حرف وحشتناکی نبوده است.
این منطق برای من جالب است که چگونه سهل‌انگاری به نقطه متضاد خودش تبدیل می‌شود.